# Бургграфф, Петер
Петер Бургграфф (нидерл. Peter Burggraaff; род. 16 марта 1971, Хертогенбос) — голландский яхтсмен, участник летних Олимпийских игр 1992 года в соревнованиях в Солинге.

## Спортивная биография
В 1992 году Петер Бургграфф принял участие в летних Олимпийских играх в классе Солинг. Вместе с Роем Хейнером и Ханом Бергсмой Бурграфф занял итоговое 18-е место, причём лучшим результатом в гонках стало 10-е место.